# فیایس (ملگاچو)
فیایس (ملگاچو) (به پرتغالی: Fiães (Melgaço)) یک  روستا در پرتغال است که در Melgaço Municipality واقع شده‌است.

## خصوصیات
فیایس  ۳۰۰ نفر جمعیت دارد.